# مارك دودسون
مارك دودسون (بالإنجليزية: Mark Dodson)‏ هو مهندس الصوت ومنتج أسطوانات ومهندس وملحن أمريكي، ولد في 10 سبتمبر 1953 في لندن في المملكة المتحدة.

## وصلات خارجية
- مارك دودسون على موقع ميوزك برينز (الإنجليزية)
- مارك دودسون على موقع ديسكوغز (الإنجليزية)